# Bubba Sparxxx
Warren Anderson Mathis (ur. 6 marca 1977 w LaGrange, w stanie Georgia), znany pod pseudonimem Bubba Sparxxx – amerykański raper.

## Życiorys
Urodzony jako Warren Anderson Mathis wychował się w wiejskiej okolicy miejscowości LeGrange, 65 kilometrów od Atlanty. Jego ojciec był kierowcą autobusu szkolnego, natomiast matka pracowała jako kasjerka w sklepie spożywczym. Na początku miał zostać futbolistą, jednak kiedy jego kariera sportowa nie wyszła, zajął się muzyką, do której zainspirował go jego sąsiad, który nagrywał piosenki w Nowym Jorku. Główną inspiracją Bubbby Sparxxxa był zespół z Miami - 2 Live Crew. W 2007 przeprowadził się z Atlanty do Tampy na Florydzie.

## Kariera
Bubba Sparxxx swoją karierę zaczynał razem z innymi raperami z Atlanty z początku lat 90, takich jak Shannon Houchins czy Jermaine Dupri. Największy przełom nastąpił w 2001 roku, kiedy nagrał utwór "Ugly", którego producentem był Timbaland. Gdy okazało się, że kawałek ten zdobył sporą popularność, Bubba postanowił z Timbalandem nagrać całą płytę Dark Days, Bright Nights, która uzyskała 500 tys. sprzedanych kopii, otrzymując status złotej płyty.

## Dyskografia

### Albumy
| 2001                                   | Dark Days, Bright Nights - Data wydania: 18 września 2001 - Wytwórnia: Beat Club Records/Interscope Records | 3  | 3 | b/d | —  | - US: Gold |
| 2003                                   | Deliverance - Data wydania: 16 września 2003 - Wytwórnia: Beat Club/Interscope                              | 10 | 9 | b/d | 30 |            |
| 2006                                   | The Charm - Data wydania: 4 kwietnia 2006 - Wytwórnia: Virgin, Purple Ribbon Records                        | 9  | 3 | 2   | —  |            |
| 2011                                   | Miracle on Gamble Road - Wytwórnia: New South/E1 Entertainment                                              | —  | — | —   | —  | —          |
| "—" oznacza, że album nie był notowany | |    |   |     |    |            |

## Single
| Rok                                      | Tytuł                                                     | Pozycja w notowaniach | Pozycja w notowaniach | Pozycja w notowaniach | Pozycja w notowaniach | Pozycja w notowaniach | Certyfikaty | Album                    |
| Rok                                      | Tytuł                                                     | US                    | US R&B                | US Rap                | UK                    | NZ                    | Certyfikaty | Album                    |
| ---------------------------------------- | --------------------------------------------------------- | --------------------- | --------------------- | --------------------- | --------------------- | --------------------- | ----------- | ------------------------ |
| 2001                                     | "Ugly" (feat. Timbaland)                                  | 15                    | 6                     | 6                     | 7                     | —                     |             | Dark Days, Bright Nights |
| 2001                                     | "Lovely"                                                  | —                     | 77                    | —                     | 24                    | —                     |             | Dark Days, Bright Nights |
| 2003                                     | "Jimmy Mathis"                                            | —                     | 98                    | —                     | —                     | —                     |             | Deliverance              |
| 2003                                     | "Deliverance" (feat. Timbaland)                           | 101                   | 107                   | 22                    | 55                    | —                     |             | Deliverance              |
| 2003                                     | "Back in the Mud"                                         | —                     | —                     | —                     | —                     | 3                     |             | Deliverance              |
| 2005                                     | "Hey! (A Lil' Gratitude)"                                 | —                     | —                     | —                     | —                     | —                     |             | The Charm                |
| 2005                                     | "The Otherside" (feat. Petey Pablo and Sleepy Brown)      | —                     | —                     | —                     | —                     | —                     |             | The Charm                |
| 2006                                     | "Ms. New Booty" (feat. Ying Yang Twins and Mr. ColliPark) | 7                     | 7                     | 3                     | —                     | 22                    | - US: Gold  | The Charm                |
| 2006                                     | "Heat It Up"                                              | 103                   | 57                    | 24                    | —                     | —                     |             | The Charm                |
| "—" oznacza, że singiel nie był notowany |                                                           |                       |                       |                       |                       |                       |             |                          |